# 摩里斯 (伊利諾伊州)
摩里斯（英語：Morris）是一個位於美國伊利諾伊州格林縣的城市。根據2010年美國人口普查，該地人口為2484人，而該地的面積約為4.93平方千米。同時該地也是格林縣的縣治。

## 地理
摩里斯的座標為41°22′28″N 88°25′48″W / 41.37444°N 88.43000°W，而該地的平均海拔高度為157米（即515英尺）。